# Metabo

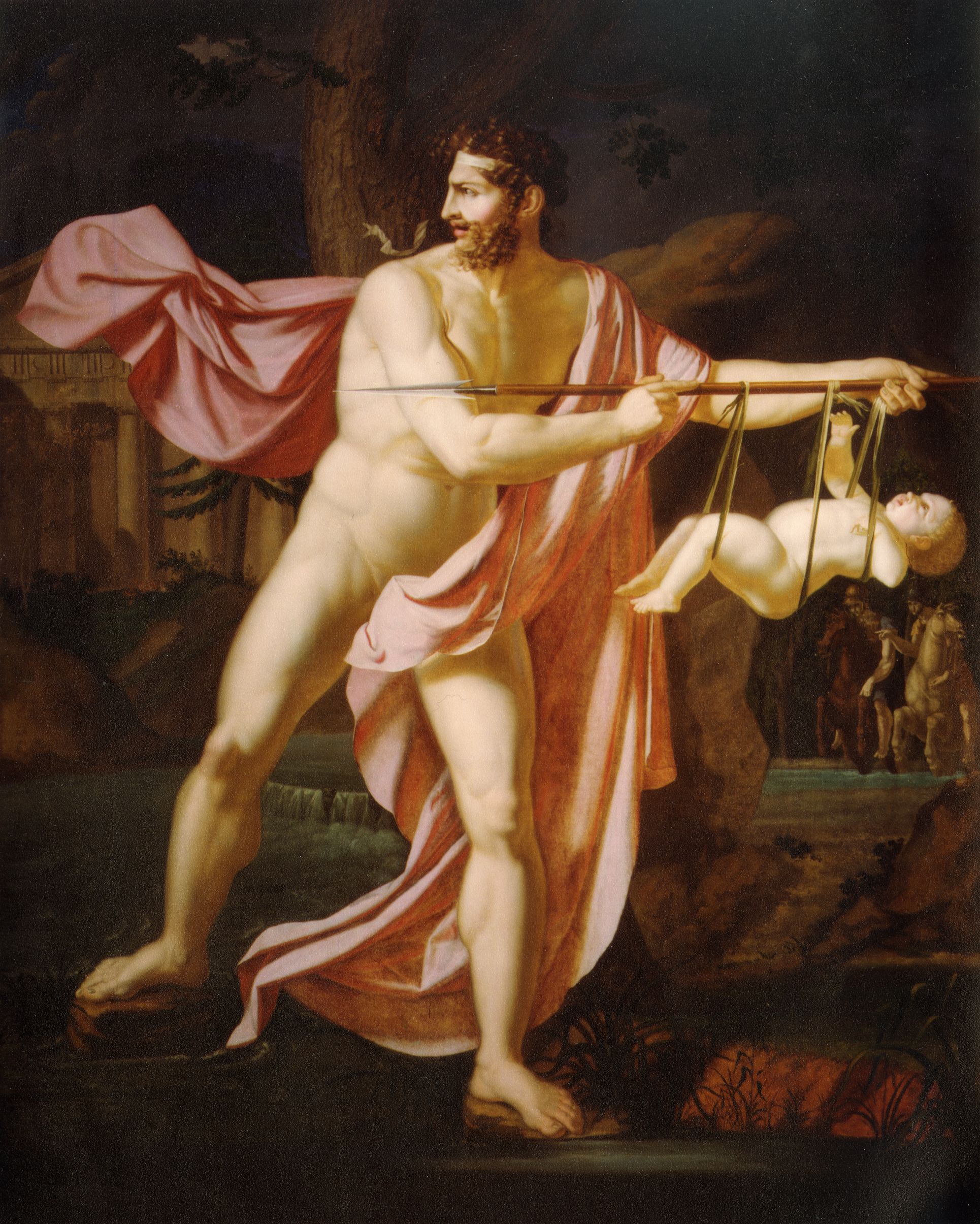
Metabo y Camila de Jean-Baptiste Peytavin (1808).

Metabo, en la mitología romana, era un rey de la ciudad de volsca de Privernum y padre de Camila. 

## Descripción
Metabo es mencionado en la Eneida, en una analepsis relativa a su hija y tomado, según antiguos escolios, de los Orígenes de Catón el Censor.
Su esposa Casmila murió al dar a luz a Camila, que estaba destinada a convertirse en una valerosa heroína. Poco después, tras un levantamiento popular contra su autoritario gobierno, Metabo tuvo que abdicar y huir al exilio, llevándose consigo a Camila, que era muy pequeña en aquel momento.
Durante su huida, el río Amaseno le cerró el paso, y Metabo, presionado por sus enemigos, arrojó a Camila, atándola a su lanza al otro lado del río, rogando a la diosa Diana que la salvara, tras lo cual nadó hasta ella. La niña fue consagrada a Diana en agradecimiento por haber escapado del peligro. Padre e hija vivieron durante mucho tiempo en la pobreza entre los pastores del bosque, y Metabo enseñó a la niña técnicas de caza y lucha, así como el uso de la espada y tiro con arco. Tras la muerte de su progenitor, Camila, excelente cazadora y guerrera, ocupó su lugar, convirtiéndose en reina de los volscos.
Tirano y padre afectuoso al mismo tiempo, Metabo se parece mucho en estos dos aspectos a otro personaje virgiliano, el etrusco Mecencio, rey de Caere, que, sin embargo, a diferencia del volsco, despreciaba a los dioses.

## Metaponto
Metabo es también el nombre de uno de los legendarios fundadores de la ciudad de Metaponto, en el sur de Italia. De hecho, su nombre está vinculado al de la ciudad indígena que precedió a la colonia griega de Metaponto, nombre que sería Metabón según el testimonio de Antíoco de Siracusa, citado por Estrabón.